# Path of No Return
Path of No Return är ett svenskt metalcore-band, bildat 2001. Bandet har släppt två album, en EP och en singel på olika bolag, däribland Burning Heart Records.

## Biografi
Path of No Return bildades i Nora 2001. Året efter släpptes demon Nora Hardcore och året efter det en split-7" med The Change på Monument Records. 2004 utkom EP-skivan Death Is Promised på District19/Unity Is All.
Debutalbumet Black Nights Coming släpptes 2005 på GSR Records, följt av The Absinthe Dreams två år senare, utgivet på Burning Heart Records. Turnerande med Parkway Drive och Nine följde. Hösten 2008 turnerade gruppen även med The Haunted.
Soundet kan beskrivas som extremt tung New York-hardcore med inslag av melodiska riff, subtilt inspirerade av melodisk death metal, med inslag av udda rytmer och låtuppbyggnader.

## Medlemmar
- Patrik Jakobsson (sång)
- Daniel Cederborg (elgitarr, sång)
- Adam Holmkvist (elbas)
- Martin Jacobson (trummor)

### Tidigare medlemmar
- Adam Hector (sång)

## Diskografi

### Album
- Black Nights Coming (2005, GSR Records)
- The Absinthe Dreams (2007, Epitaph/Burning Heart Records)

### EP
- Death Is Promised (2004, District 19/Unity Is All)

### Singlar
- split-7" med The Change (2003, District 19/Monument)

### Demo
- Nora Hardcore (2002)

### Fotnoter
1. ↑  ”Path of No Return”. Discogs.com. http://www.discogs.com/artist/Path+Of+No+Return. Läst 15 april 2012.
2. ↑  ”Path of No Return”. Burning Heart Records. http://www.burningheart.com/news/article.php?id=441. Läst 15 april 2012.
3. ↑  ”PATH OF NO RETURN To Support THE HAUNTED In Scandinavia”. Blabbermouth. http://www.blabbermouth.net/news.aspx?mode=Article&newsitemID=101696. Läst 1 juni 2013.